# Karl Friedrich von Brüsewitz
Karl Friedrich von Brüsewitz (* 6. September 1738 in Cambz, Kreis Cammin; † 24. März 1811 in Berlin) war ein preußischer Kavallerieoffizier, zuletzt Regimentschef und Generalleutnant zudem war er Erbherr auf Cambz.

## Herkunft
Karl Friedrich von Brüsewitz, entstammte dem pommerschen Adelsgeschlecht Brüsewitz. Seine Eltern waren der Erbherr auf Cambz, Bandelow, Kummin und Staarz Baltzer Heinrich von Brüsewitz (1704–1745) und Katharina Wilhelmine von Borcke-Brallenthin (1713–1781).

## Leben
1753 begann Brüsewitz als Junker seine Laufbahn in der preußischen Armee im Dragonerregiment Herzog v. Württemberg. 1756 nahm er im Rang eines Fähnrichs am Siebenjährigen Krieg, insbesondere an den Schlachten von Prag, Hochkirch und Breslau, den Gefechten von Reichenbach, Moys, Hoyerswerda, Maxen und den Belagerungen von Prag und Olmütz teil. 1757 avancierte er zum Sekondeleutnant und war zum Ende des Krieges in den Rang eines Premierleutnants aufgerückt. 1769 erfolgte die Beförderung zum Stabskapitän, die Teilnahme am bayerischen Erbfolgekrieg schloss sich an, bevor Brüsewitz 1780 zum Major und Eskadronchef avancierte. 1789 wurde er Oberstleutnant und im Jahr darauf Kommandeur des Dragonerregiments Nr. 10. Ebenfalls 1790 erfolgte seine Beförderung zum Oberst.
1794 rückte er wegen des Kościuszko-Aufstands nach Polen aus, wo er sich besonders vor Warschau auszeichnete und dafür mit dem Orden Pour le Mérite geehrt wurde.
1797 erhielt Brüsewitz als Inhaber das Dragonerregiment Nr. 12 und behielt dieses bis zu seiner Dimission. 1798 avancierte er zum Generalmajor mit Patent vom 25. Mai und stieg noch 1805 zum Generalleutnant und Führer des Observationskorps an der Ems auf, bevor er auf Grund eines langjährigen Augenleidens am 24. September 1806 mit 1000 Talern Pension dimittere. Er wurde am 28. März 1811 auf dem Garnisonfriedhof in Berlin begraben.

## Familie
Brüsewitz heiratet 1799 Gräfin Dorothea Albertine Sophie von Wartensleben (* 3. September 1743; † 21. September 1813), diese war von Graf Adolph Carl von Carnitz (* 26. November 1731; † 7. Dezember 1808) geschieden worden. Die Ehe war kinderlos.